# Фрагмопласт
Фрагмопла́ст (от греч. φραγμος — перегородка и греч. πλαστος — вылепленный, оформленный) — специфическая структура растительной клетки, формирующаяся в ходе позднего цитокинеза. Представляет собой систему коротких микротрубочек, микрофиламентов и элементов эндоплазматического ретикулума (ЭПР), собирающихся перпендикулярно плоскости деления клетки в анафазе и телофазе митоза. Во фрагмопласте закладывается пектиновая клеточная пластинка, разделяющая материнскую клетку надвое.
Первоначально фрагмопласт имеет цилиндрическую форму и формируется из бывшего веретена деления между двумя дочерними ядрами, пока вокруг них вновь собирается ядерная мембрана. Клеточная пластинка сначала формируется как дисковидная структура между двумя половинами фрагмопласта. Пока новые элементы клеточной пластинки добавляются в её растущие концы, микротрубочки фрагмопласта уходят из центра и перемещаются к концам растущей пластинки. Так эти две структуры совместно растут, пока не достигнут плазматической мембраны делящейся клетки. Если в клетке присутствовала фрагмосома, то фрагмопласт и клеточная пластинка будут расти через пространство, прежде занимаемое фрагмосомой. Они достигнут клеточной стенки делящейся клетки точно в местах, ранее занимаемых препрофазной лентой.
Микротрубочки и актиновые филаменты фрагмопласта направляют везикулы и материал клеточной стенки к растущим концам клеточной пластинки. Возможно, актиновые филаменты также направляют фрагмопласт к позиции, занимаемой бывшей препрофазной лентой растительной клетки. Пока клеточная пластинка растёт, она захватывает сегменты гладкого ЭПР, которые потом обеспечивают соединение посредством плазмодесм между двумя дочерними клетками. 
Фрагмопласт можно наблюдать только у высших растений (то есть мхов и сосудистых растений) и у некоторых водорослей, в частности, из отдела харофитовых. Другие водоросли в ходе цитокинеза используют другой комплекс микротрубочек — фикопласт.